# Bullmastiff
De bullmastiff wordt sinds de 19de eeuw in Groot-Brittannië gefokt. Hij ontstond uit een kruising tussen een mastiff en de Engelse buldog en werd als beschermhond van de jachtopziener gefokt. Hij is iets kleiner dan de mastiff en ontwikkelde later door inkruising van bloedhonden een goede reukwaarneming.

## Uiterlijk
De Bullmastiff is een groot ras dat in het eerste levensjaar explosief groeit. Dit is iets waar je terdege rekening mee moet houden. Vermijd wilde spelletjes en extreme belasting in het eerste levensjaar. De kleuren zijn gestroomd, zandkleur of rood. Hij heeft altijd een zwart masker. Hoewel we soms grotere exemplaren zien, is het gewicht van een reu tussen de 50 en 60 kg met een schofthoogte van 64 tot 69 cm en van de teef tussen de 40 en 50 kg, met een schofthoogte van 61 tot 66 cm.

## Karakter
Tijdens het eerste levensjaar kan een Bullmastiff soms wat onstuimig zijn. Na het eerste jaar is de gemiddelde Bullmastiff in huis een rustige hond die zich gemakkelijk aanpast aan de gezinssituatie. Ze worden laat geestelijk volwassen, waardoor ze op jonge leeftijd nog weleens terughoudend kunnen reageren op nieuwe situaties. Reuen kunnen buitenshuis (vooral op latere leeftijd) nogal strijdvaardig zijn naar seksegenoten. Een Bullmastiff stelt zijn gezin op nummer 1 en met name kinderen draagt hij een warm hart toe. Desondanks dient een toekomstig eigenaar stevig in de schoenen te staan en een consequente maar zeker geen harde opvoeding te kunnen geven.

## Gezondheid
Bij de gezondheid van de Bullmastiff zijn er een aantal aandachtspunten. Fokkers die lid zijn van een rasvereniging testen hun honden op heupdysplasie (HD), elleboogdysplasie (ED) en entropion/ectropion. Ook komen er soms problemen voor met de ademhaling. Dit kan komen door een te korte snuit en/of dichtgeknepen neusgaten.

## Verzorging
Door de explosieve groei van de Bullmastiff is het belangrijk om hem kwalitatief goed voer te geven. De vachtverzorging stelt weinig voor. Kam hem regelmatig tijdens de rui. Zorg voor een zachte ligplaats, dit voorkomt lelijke ligplekken.